# Stuart Hall
Stuart McPhail Hall (Kingston, 3 febbraio 1932 – Londra, 10 febbraio 2014) è stato un sociologo e attivista giamaicano naturalizzato britannico.

## Biografia e carriera
Residente nel Regno Unito dal 1951, Hall, assieme a Richard Hoggart e Raymond Williams, è stato una delle figure di spicco della scuola di Birmingham dei Cultural studies. Fu presidente della Società Sociologica Britannica dal 1995 al 1997.
Negli anni Cinquanta fu uno dei fondatori dell'influente New Left Review. Su invito di Hoggart, Hall aderì al Centre for Contemporary Cultural Studies presso l'Università di Birmingham nel 1964: Hall prese il posto Hoggart come direttore del Centro nel 1968 e vi rimase fino al 1979. Durante la sua direzione vennero tenuti in grande considerazione gli studi culturali inerenti ai concetti di razza e di genere, contribuendo ad ampliare le nuove idee derivate dal lavoro dei teorici francesi.
L’impegno di Hall negli anni ’70 ha riguardato essenzialmente due piani: in primis, lo studio della televisione in quanto mezzo di profondo impatto sulla cultura contemporanea, il secondo luogo, la tipologia di approccio nello studio culturale. Uno dei concetti fondamentali nelle analisi sui media da parte di Hall è quello di ideologia, termine ripreso dagli scritti di Karl Marx e Friedrich Engels (presente in particolare in Ideologia Tedesca, 1845 e nel Capitale).
Egli si distaccò dal tipo di approccio allo studio della comunicazione di massa proposto dalla sociologia americana, come pure da quella tedesca: la prima, perché troppo incentrata sull’influenza determinante e imprescindibile dei mass media, la seconda per la visione essenzialmente pessimistica intorno alle conseguenze del loro utilizzo da parte delle masse.
Di conseguenza, Hall propose un nuovo modello, in grado di tenere conto della produzione mediale intesa come prodotto strutturato e intessuto di relazioni sociali complesse. Quest’idea venne poi portata avanti in uno degli scritti più rilevanti del sociologo britannico, intitolato Encoding and decoding in the television discourse (1973).
Nel 1979 Hall abbandonò il Centro e divenne docente universitario di Sociologia alla Open University; nel 1997 andò in pensione e divenne professore emerito. È stato sposato con Catherine Hall, femminista e insegnante di Storia britannica moderna all'University College di Londra, con cui ha avuto due figli, Jess e Becky. Venne definito dal The Observer "uno dei principali teorici culturali del paese". Morì ottantenne a causa di alcune complicazioni conseguenti ad un'insufficienza renale.

## Il modello encoding/decoding
Encoding and Decoding (abbreviato in E/D) è il modello di comunicazione proposto da Stuart Hall, divenuto poi la base di quelli che furono i media studies degli anni ’70 a Birmingham.
Partendo dall'approccio Marxista per quanto riguarda il consumo e la produzione dei prodotti culturali, si è focalizzato soprattutto sul contesto della televisione, oltre quello della stampa e della radio.
Il modello, riconducibile in parte alla teoria matematica della comunicazione di Claude Shannon e Warren Weaver (modello di Shannon-Weaver), si divide in due momenti principali della produzione mediatica: la codifica del messaggio (encoding), effettuata dalle strutture istituzionali di produzione e la successiva decodifica (decoding) ad opera dei consumatori. Al contrario dei classici modelli gerarchico-trasmissivi però, viene rifiutata un'idea lineare del processo comunicativo sottolineando l'esistenza di tre opzioni di decodifica da parte di chi riceve il messaggio.

### Encoding and decoding in the television discourse (1973-1980)
Il modello di Hall venne presentato in un testo intitolato Encoding and decoding in the television discourse ed è stato uno dei documenti più importanti prodotti all’interno del Centre for Contemporary Cultural Studies (nel quale Hall stesso ha operato fino al 1979). Presentato originariamente in un incontro avvenuto nel 1973 al Centre for Mass Communication Research e organizzato dall’allora direttore James Halloran presso l’università di Leicester, le successive revisioni furono curate e rese accessibili su richiesta all’interno del Centro.
Il testo, sotto forma di piccolo estratto, fu pubblicato per la prima volta soltanto nel 1980 contenuto nel volume Culture, Media, Language (nella versione italiana: Politiche del quotidiano. Culture, identità e senso comune, 2006).
Il presupposto dal quale si dispiega il modello è la presa di consapevolezza sulla non-neutralità della comunicazione di massa: infatti essa sarà sempre, inevitabilmente, una tipologia di comunicazione distorta dalle ideologie, le quali permeano la realtà quotidiana e il modo di agire/pensare dei cittadini nei confronti dei messaggi ricevuti. Riferimenti importanti per quest'opera sono stati Roland Barthes e Umberto Eco per quanto riguarda l'approccio semiotico alla produzione, trasmissione e decodifica delle strutture profonde degli scritti della cultura popolare.
Il testo è pensato per essere continuamente aggiornato e riscritto: infatti sono presenti dei cambiamenti sostanziali tra le due versioni principali del testo, frutto di uno spostamento di interessi in periodi storici altrettanto diversi.

#### Versione del 1973
La prima versione (1973) era indirizzata principalmente a fornire strumenti di lavoro e analisi agli studenti del Centro: l’obbiettivo infatti, era quello di applicare il modello ai programmi televisivi al fine di “testare empiricamente se i telespettatori «reali» decodificassero i programmi nei modi previsti ed introdotti dal modello”. Il focus dello studio era l’analisi semiotica di generi cinematografici/televisivi popolari - il western, in particolare - e la loro identificazione come forme distorte di comunicazione: la decodifica in tutto ciò, rappresenta il mezzo con cui è possibile raggiungere il significato della codificazione originaria del programma.
“[…] in societies like ours, communication between the production elites in broadcasting and their audiences is necessarily a form of 'systematically distorted communication'”
Infatti ogni genere televisivo è accuratamente codificato secondo regole determinate a priori dalle strutture di produzione e pertanto, ogni elemento viene registrato al fine di produrre uno specifico paradigma narrativo, ben riconoscibile agli occhi dello spettatore.
A questo proposito, Hall identifica tre differenti modi di decodifica:
- Posizione egemone-dominante
- Posizione negoziata
- Posizione oppositiva

La prima posizione, indica una corrispondenza diretta tra codifica e decodifica mentre la seconda, si riferisce ad un’integrazione di valori oppositivi e consensuali. L’ultimo tipo di lettura si pone in modo completamente contrario alla codifica iniziale del messaggio, stabilendo quindi un’opposizione diretta tra mittente e destinatario.

#### Versione del 1980
Nella versione del 1980, vengono eliminati alcuni aspetti del lavoro precedente: in particolare emerge il taglio della parte riguardante la semiotica del western e l’esclusione di riferimenti e temi legati all’incontro di Leicester sulle pratiche di produzione/codifica del messaggio televisivo.
Il testo inizia con l’affermazione di una rilettura in termini marxisti del modello comunicativo e con una critica nei confronti della linearità espressa dai modelli di comunicazione tradizionale, basata essenzialmente su un mero scambio di informazioni. A questo proposito, Hall paragona i momenti della circolazione e ricezione al sistema di produzione circolare delle merci (produzione-distribuzione-consumo-riproduzione), da cui ognuno di essi vedrà il proprio reinserimento nel processo industriale in seguito a feedback indiretti dei consumatori. Contrariamente alla versione del 1973, il momento del consumo-decodifica rappresenta il focus del testo del 1980, in quanto è sia il punto di arrivo, che il punto di partenza dell’intero meccanismo.
Secondo Hall una totale corrispondenza tra i momenti di encoding e decoding (definiti come “strutture di significato”) è impossibile: pertanto le due istanze possono procedere in maniera asimmetrica e slegata l’una dall’altra. Il testo in quest’ottica, assume quindi una caratterizzazione legata all’ideologia degli spettatori.

## Pubblicazioni
La seguente è una lista parziale, divisa per decenni, delle pubblicazioni di Stuart Hall. Per la bibliografia completa si rimanda alla voce dedicata sul sito della Stuart Hall Foundation.
Anni 1960
- Stuart Hall, Crosland territory, in New Left Review, I, n. 2, New Left Review, marzo–Aprile 1960,  pp. 2-4.
- Stuart Hall, Student journals, in New Left Review, I, n. 7, New Left Review, gennaio–Febbraio 1961,  pp. 50-51.
- Stuart Hall, The new frontier, in New Left Review, I, n. 8, New Left Review, marzo–Aprile 1961,  pp. 47-48.
- Stuart Hall e Perry Anderson, Politics of the common market, in New Left Review, I, n. 10, New Left Review, luglio-Agosto 1961,  pp. 1-15.
- Stuart Hall e Paddy Whannell, The Popular Arts, Londra, Hutchinson Educational, 1964, OCLC 2915886.
- Stuart Hall, The Hippies: an American "moment", Birmingham, Centre for Contemporary Cultural Studies, 1968, OCLC 12360725.

Anni 1970
- Hall, Stuart (1971). Deviancy, Politics and the Media. Birmingham: Centre for Contemporary Cultural Studies.
- Hall, Stuart (1971). "Life and Death of Picture Post", Cambridge Review, vol. 92, no. 2201.
- Hall, Stuart; P. Walton (1972). Situating Marx: Evaluations and Departures. Londra: Human Context Books.
- Hall, Stuart (1972). "The Social Eye of Picture Post", Working Papers in Cultural Studies, no. 2, pp. 71–120.
- Hall, Stuart (1973). Encoding and Decoding in the Television Discourse. Birmingham: Centre for Contemporary Cultural Studies.
- Hall, Stuart (1973). A ‘Reading’ of Marx's 1857 Introduction to the Grundrisse. Birmingham: Centre for Contemporary Cultural Studies.
- Hall, Stuart (1974). "Marx's Notes on Method: A ‘Reading’ of the ‘1857 Introduction’", Working Papers in Cultural Studies, no. 6, pp. 132–171.
- Hall, Stuart; T. Jefferson (1976), Resistance Through Rituals, Youth Subcultures in Post-War Britain. Londra: HarperCollinsAcademic.
- Stuart Hall, Journalism of the air under review, in Journalism Studies Review, vol. 1, n. 1, 1977,  pp. 43-45.
- Hall, Stuart; C. Critcher; T. Jefferson; J. Clarke; B. Roberts (1978), Policing the Crisis: Mugging, the State and Law and Order. Londra: Macmillan. Londra: Macmillan Press. ISBN 0-333-22061-7 (paperback); ISBN 0-333-22060-9 (hardback).
- Stuart Hall, The great moving right show, in Marxism Today, Amiel and Melburn Collections, gennaio 1979,  pp. 14-20.

Anni 1980
- Hall, Stuart (1980). "Encoding / Decoding." In: Hall, D. Hobson, A. Lowe, and P. Willis (eds). Culture, Media, Language: Working Papers in Cultural Studies, 1972–79. Londra: Hutchinson, pp. 128–138.
- Stuart Hall, Cultural Studies: two paradigms, in Media, Culture and Society, vol. 2, n. 1, Sage, gennaio 1980,  pp. 57-72, DOI:10.1177/016344378000200106.
- Hall, Stuart (1981). "Notes on Deconstructing the Popular". In: People's History and Socialist Theory. Londra: Routledge.
- Hall, Stuart; P. Scraton (1981). "Law, Class and Control". In: M. Fitzgerald, G. McLennan & J. Pawson (eds). Crime and Society, Londra: RKP.
- Hall, Stuart (1988). The Hard Road to Renewal: Thatcherism and the Crisis of the Left. Londra: Verso Books.
- Stuart Hall, Gramsci's relevance for the study of race and ethnicity, in Journal of Communication Inquiry, vol. 10, n. 2, Sage, giugno 1986,  pp. 5-27, DOI:10.1177/019685998601000202.
- Stuart Hall, The problem of ideology-Marxism without guarantees, in Journal of Communication Inquiry, vol. 10, n. 2, Sage, giugno 1986,  pp. 28-44, DOI:10.1177/019685998601000203.
- Stuart Hall e Martin Jacques, People aid: a new politics sweeps the land, in Marxism Today, Amiel and Melburn Collections, luglio 1986,  pp. 10-14.

Anni 1990
- Stuart Hall, David Held e Anthony McGrew, Modernity and its futures, Cambridge, Polity Press in collaborazione con Open University, 1992, ISBN 978-0-7456-0966-9.
- Stuart Hall, The question of cultural identity, in Stuart Hall, David Held e Anthony McGrew (a cura di), Modernity and its futures, Cambridge, Polity Press in collaborazione con Open University, 1992,  pp. 274-316, ISBN 978-0-7456-0966-9.
- Stuart Hall, Who dares, fails, in Soundings, issue: Heroes and heroines, vol. 3, Lawrence and Wishart, Estate 1996. URL consultato il 30 dicembre 2018 (archiviato dall'url originale l'8 novembre 2018).
- Stuart Hall, Representation: cultural representations and signifying practices, London Thousand Oaks, California, Sage in collaborazione con Open University, 1997, ISBN 978-0-7619-5432-3.
- Stuart Hall, The local and the global: globalization and ethnicity, in Anne McClintock, Aamir Mufti e Ella Shohat (a cura di), Dangerous liaisons: gender, nation, and postcolonial perspectives, Minnesota, Minneapolis, University of Minnesota Press, 1997,  pp. 173-187, ISBN 978-0-8166-2649-6.
- Stuart Hall, Raphael Samuel: 1934-96, in New Left Review, I, n. 221, New Left Review, gennaio–Febbraio 1997. Disponibile Online.

Anni 2000
- Stuart Hall, Foucault: Power, knowledge and discourse, in Margaret Wetherell, Stephanie Taylor e Simeon J. Yates (a cura di), Discourse Theory and Practice: a reader, D843 Course: Discourse Analysis, London Thousand Oaks California, Sage in collaborazione con Open University, 2001,  pp. 72-80, ISBN 978-0-7619-7156-6.

Anni 2010
- Stuart Hall, Introduction: queer adventures in cultural studies, in Cultural Studies, special issue: Queer Adventures in Cultural Studies, vol. 25, n. 2, Taylor and Francis, 2011,  pp. 139-146, DOI:10.1080/09502386.2011.535982.
- Stuart Hall, The neo-liberal revolution, in Cultural Studies, vol. 25, n. 6, Taylor and Francis, 2011,  pp. 705-728, DOI:10.1080/09502386.2011.619886.
- Stuart Hall, Jessica Evans e Sean Nixon, Representation, 2nd, London, Sage in collaborazione con Open University, 2013  [1997], ISBN 978-1-84920-563-4.
- Hall, Stuart (2016). Cultural Studies 1983: A Theoretical History. Slack, Jennifer and Lawrence Grossberg, eds. Duke University Press. ISBN 0822362635.
- Stuart Hall, Selected Political Writings: The Great Moving Right Show and other essays, Londra, Lawrence & Wishart, 2017, ISBN 978-1-910448-65-6.
- Stuart (with Bill Schwarz) Hall, Familiar Stranger: A Life Between Two Islands, London, Allen Lane; Durham: Duke University Press, 2017, ISBN 978-0-8223-6387-3.